# Armén Grigorián

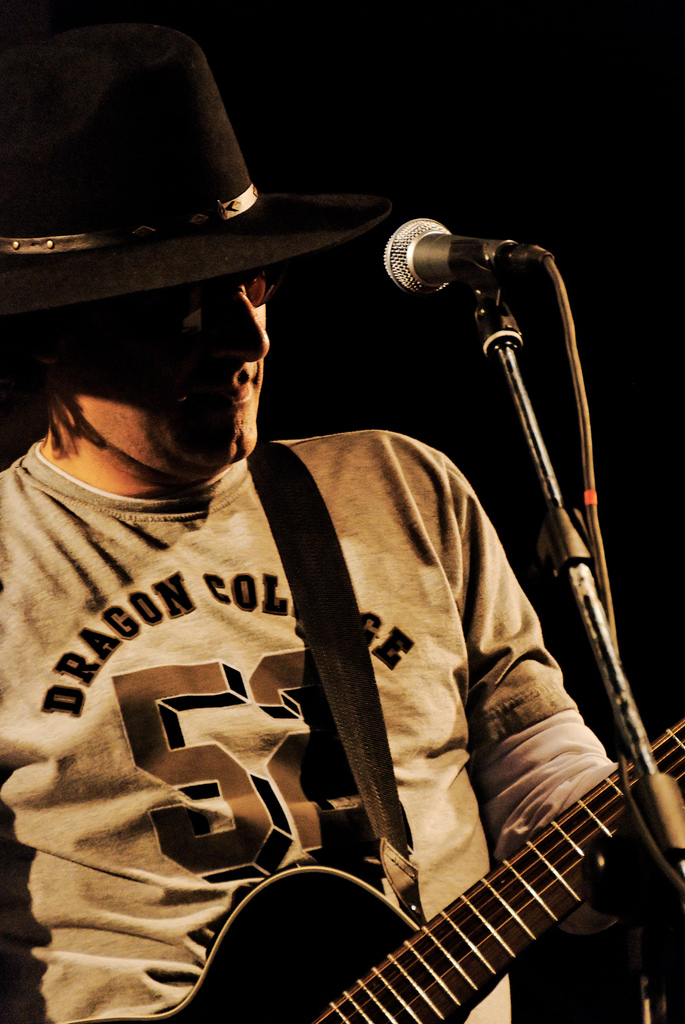
Armén Grigorián.

Armén Segéyevich Grigorián Армен Сергеевич Григоря́н es el líder y autor de las principales canciones de Crematorium (Krematorij), grupo rock de Rusia. 
Grigorián nació el 24 de noviembre de 1960 en Moscú. En 1983 formó Crematorium, que ganó una reputación en toda la ex Unión Soviética y comenzaron a realizar conciertos en todo el país. Él es el autor de letras sur realista que a menudo tratan con los temas de la vida y la muerte en distintos contextos religiosos.

## Links
- Crematorium.ru| Crematorium website. (Russian)
- RussMus.Net: Krematorij Lyrics and English translations (English)

- Datos: Q2472160
- Multimedia: Armen Grigoryan / Q2472160